# Kanton Ébreuil
Der Kanton Ébreuil war bis 2015 ein französischer Wahlkreis im Arrondissement Montluçon, im Département Allier und in der Region Auvergne. Sein Hauptort war Ébreuil.

## Geschichte
Der Kanton wurde am 4. März 1790 im Zuge der Einrichtung der Départements als Teil des damaligen District de Gannat gegründet. Mit der Gründung der Arrondissements am 17. Februar 1800 wurde der Kanton dem neuen Arrondissement Gannat zugeordnet und neu zugeschnitten. Am 10. September 1926 wurde das Arrondissement Gannat aufgelöst und der Kanton dem Arrondissement Montluçon zugeschlagen. Die landesweiten Änderungen in der Zusammensetzung der Kantone brachten im März 2015 seine Auflösung.

## Gemeinden
| Gemeinde          | Einwohner | Code postal | Code Insee |
| ----------------- | --------- | ----------- | ---------- |
| Bellenaves        | 1.003     | 03330       | 03022      |
| Chirat-l’Église   | 119       | 03330       | 03077      |
| Chouvigny         | 238       | 03450       | 03078      |
| Coutansouze       | 109       | 03330       | 03089      |
| Ébreuil           | 1.230     | 03450       | 03107      |
| Échassières       | 380       | 03330       | 03108      |
| Lalizolle         | 308       | 03450       | 03135      |
| Louroux-de-Bouble | 283       | 03330       | 03152      |
| Nades             | 135       | 03450       | 03192      |
| Naves             | 109       | 03330       | 03194      |
| Sussat            | 104       | 03450       | 03276      |
| Valignat          | 57        | 03330       | 03295      |
| Veauce            | 46        | 03450       | 03302      |
| Vicq              | 300       | 03450       | 03311      |

### Einwohnerentwicklung
| Jahr | Einwohner |
| ---- | --------- |
| 1962 | 5096      |
| 1968 | 5922      |
| 1975 | 5146      |
| 1982 | 4714      |
| 1990 | 4267      |
| 1999 | 4421      |
| 2006 | 4571      |
| 2011 | 4625      |

## Politik
| Vertreter im conseil général des Départements | Vertreter im conseil général des Départements | Vertreter im conseil général des Départements |
| Amtszeit                                      | Name                                          | Partei                                        |
| --------------------------------------------- | --------------------------------------------- | --------------------------------------------- |
| 1994–2015                                     | Dominique Bidet                               | PCF                                           |